# Cyathea
Genre
Synonymes
- Acanthea Lindig, 1861
- Alsophila R. Brown, 1810
- Amphicosmia Gardner, 1842
- Chlamydia Moore, 1857
- Chnoophora Kaulfuss, 1824
- Cormiophyllum Newman, 1856
- Cyatheopsis Karsten, 1858
- Dichorexia Presl, 1847
- Dicranophlebia Martius, 1834
- Disphenia Presl, 1836
- Eatoniopteris Bommer, 1873
- Eleutheria Kunze, 1844
- Fourniera Bommer, 1873
- Gymnopremnon Lindig, 1861
- Gymnosphaera Blume, 1828
- Halophlebia Martius, 1834
- Nephelea Tryon, 1970
- Notocarpia Presl, 1836
- Notophoria Presl, 1848
- Sarcopholis
- Schizocaena W. J. Hooker, 1838
- Schizocaena J. E. Smith, 1838
- Sclephropteris P. G. Windisch
- Sphaeropteris Bernhardi, 1801
- Thysanobotrya Alderwerelt, 1918
- Trachypremnon Lindig, 1861
- Trichipteris Presl, 1822
- Trichopteris Spreng., orth. var.

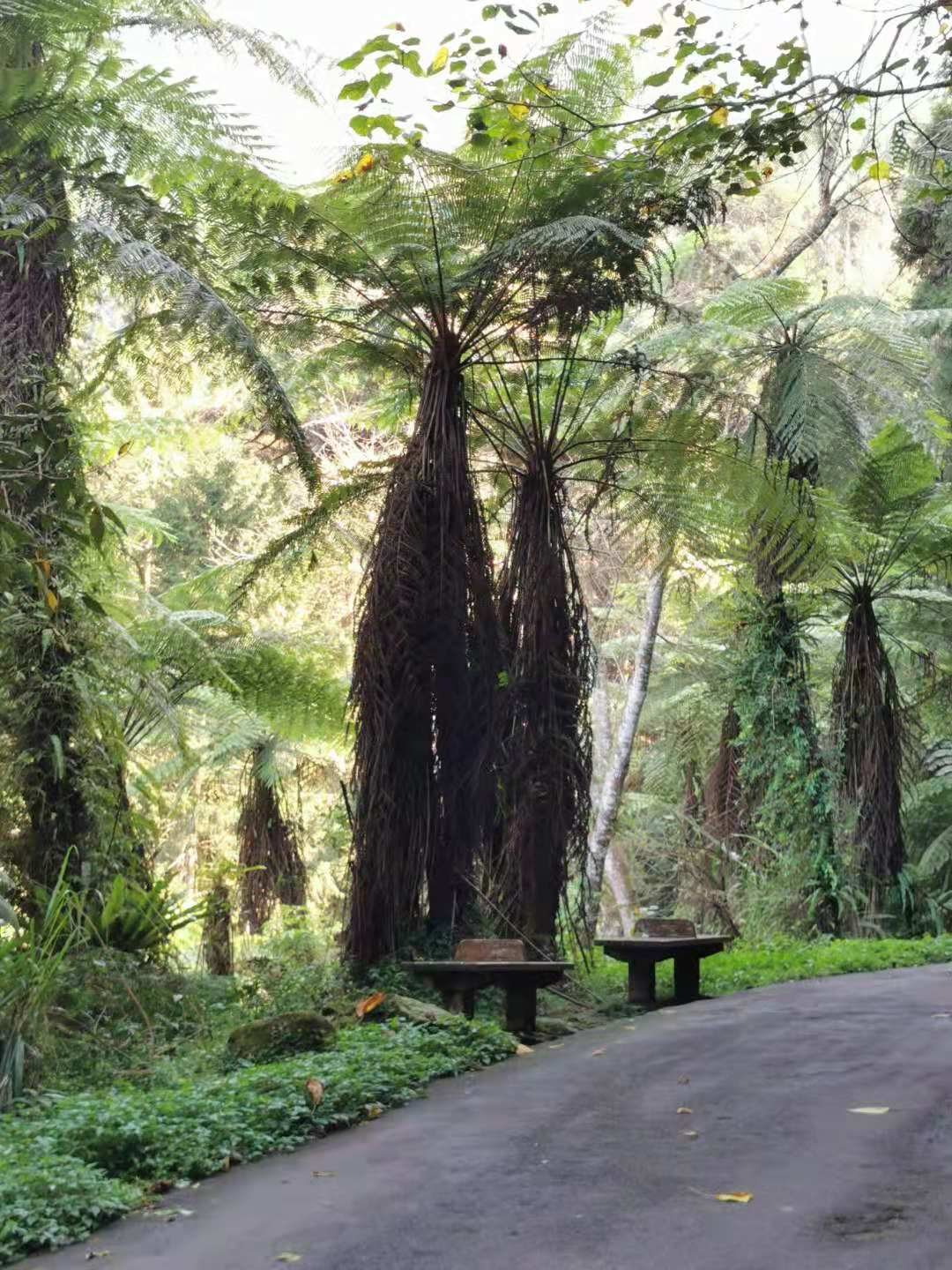
Alsophila spinulosa

Le genre Cyathea regroupe des espèces de fougères arborescentes tropicales de la famille des Cyatheaceae. Elle disposent le plus souvent d'une tige unique grimpant en hauteur, le tronc est rarement ramifié ou rampant. De nombreuses espèces ont aussi développé une masse fibreuse de racines à la base du tronc.
On dénombre dans ce cas plus de 470 espèces qui poussent dans des forêts tropicales humides et tempérées.

## Systématique et dénomination

### Taxonomie
Le nom du genre Cyathea dérive du grec ancien kyatheion qui signifie « petite tasse » et qui fait référence à la structure qui contient les spores appelée sore.

### Systématique
Le classement ci-dessous suit les conclusions de 1996 de Conant et al.. Cette classification se base sur les analyses moléculaires ADN des chloroplastes et morphologiques. Elle définit trois clades Alsophila et les clades Cyathea et Sphaeropteris qui semblent en dériver.
| Sous-genre Cyathea | Sous-genre Cyathea | Sous-genre Sphaeropteris |
| Section Alsophila | Section Cyathea | Section Sphaeropteris |
| --- | --- | --- |
| - Cyathea abbottii - Cyathea acanthophora - Cyathea acrostichoides - Cyathea acuminata - Cyathea affinis - Cyathea albidosquamata - Cyathea alderwereltii - Cyathea alleniae - Cyathea alpicola - Cyathea amboinensis - Cyathea amintae - Cyathea andersonii - Cyathea aneitensis - Cyathea annae - Cyathea apiculata - Cyathea apoensis - Cyathea approximata - Cyathea archboldii - Cyathea ascendens - Cyathea atropurpurea - Cyathea australis - Cyathea baileyana - Cyathea balanocarpa - Cyathea batjanensis - Cyathea biformis - Cyathea borneensis - Cyathea × boytelii - Cyathea brevipinna - Cyathea brooksii - Cyathea bryophila - Cyathea buennemeijerii - Cyathea callosa - Cyathea camerooniana - Cyathea capensis - Cyathea catillifera - Cyathea caudata - Cyathea chinensis - Cyathea christii - Cyathea cincinnata - Cyathea cinerea - Cyathea coactilis - Cyathea colensoi - Cyathea × confirmis - Cyathea corcovadensis - Cyathea costalisora - Cyathea costulisora - Cyathea crassa - Cyathea croftii - Cyathea cucullifera - Cyathea cunninghamii - Cyathea cuspidata - Cyathea dealbata - Cyathea deckenii - Cyathea decora - Cyathea decrescens - Cyathea dicksonioides - Cyathea dimorpha - Cyathea doctersii - Cyathea dregei - Cyathea × dryopteroides - Cyathea edanoi - Cyathea elongata - Cyathea erinacea - Cyathea eriophora - Cyathea esmeraldensis - Cyathea everta - Cyathea excavata - Cyathea excelsa - Cyathea exilis - Cyathea fadenii - Cyathea × fagildei - Cyathea fenicis - Cyathea ferruginea - Cyathea foersteri - Cyathea fulgens - Cyathea fuliginosa - Cyathea geluensis - Cyathea gigantea - Cyathea glaberrima - Cyathea glabra - Cyathea glaziovii - Cyathea gleichenioides - Cyathea gregaria - Cyathea grevilleana - Cyathea halconensis - Cyathea hancockii - Cyathea havilandii - Cyathea henryi - Cyathea heterochlamydea - Cyathea hooglandii - Cyathea hookeri - Cyathea hornei - Cyathea horridula - Cyathea hotteana - Cyathea humilis - Cyathea hunsteiniana - Cyathea hymenodes - Cyathea imbricata - Cyathea imrayana - Cyathea incana - Cyathea incisoserrata - Cyathea inquinans - Cyathea insulana - Cyathea javanica - Cyathea junghuhniana - Cyathea kanehirae - Cyathea kermadecensis - Cyathea khasyana - Cyathea klossii - Cyathea latebrosa - Cyathea latipinnula - Cyathea ledermannii - Cyathea lepidoclada - Cyathea loerzingii - Cyathea loheri - Cyathea longipes - Cyathea lurida - Cyathea macarthurii - Cyathea macgillivrayi - Cyathea macgregorii - Cyathea macropoda - Cyathea madagascarica - Cyathea magnifolia - Cyathea manniana - Cyathea marattioides - Cyathea × marcescens - Cyathea masapilidensis - Cyathea media - Cyathea × medinae - Cyathea mesosora - Cyathea metteniana - Cyathea mexicana - Cyathea microchlamys - Cyathea microphylloides - Cyathea mildbraedii - Cyathea milnei - Cyathea minor - Cyathea modesta - Cyathea mossambicensis - Cyathea muelleri - Cyathea negrosiana - Cyathea nicklesii - Cyathea nigrolineata - Cyathea nigropaleata - Cyathea nilgirensis - Cyathea nockii - Cyathea obtusiloba - Cyathea ogurae - Cyathea oinops - Cyathea oosora - Cyathea orientalis - Cyathea pachyrrhachis - Cyathea pallidipaleata - Cyathea parva - Cyathea patellifera - Cyathea percrassa - Cyathea perpelvigera - Cyathea perpunctulata - Cyathea perrieriana - Cyathea physolepidota - Cyathea plagiostegia - Cyathea podophylla - Cyathea polycarpa - Cyathea polystichoides - Cyathea portoricensis - Cyathea pruinosa - Cyathea pseudomuelleri - Cyathea pubescens - Cyathea punctulata - Cyathea pycnoneura - Cyathea raciborskii - Cyathea ramispina - Cyathea rebeccae - Cyathea recommutata - Cyathea recurvata - Cyathea rigens - Cyathea rubella - Cyathea rubiginosa - Cyathea rufopannosa - Cyathea rupestris - Cyathea saccata - Cyathea salletii - Cyathea salvinii - Cyathea scandens - Cyathea schlechteri - Cyathea schliebenii - Cyathea sechellarum - Cyathea semiamplectens - Cyathea serratifolia - Cyathea setosa - Cyathea setulosa - Cyathea sinuata - Cyathea smithii - Cyathea solomonensis - Cyathea spinulosa - Cyathea stuebelii - Cyathea subdubia - Cyathea subtripinnata - Cyathea sumatrana - Cyathea tenuicaulis - Cyathea ternatea - Cyathea thomsonii - Cyathea tryoniana - Cyathea tsilotsilensis - Cyathea tussacii - Cyathea urbanii - Cyathea vandeusenii - Cyathea vieillardii - Cyathea walkerae - Cyathea welwitschii - Cyathea wengiensis - Cyathea woodwardioides - Cyathea woollsiana - Cyathea zakamenensis | - Cyathea acutidens - Cyathea alata - Cyathea albomarginata - Cyathea alphonsiana - Cyathea alstonii - Cyathea amazonica - Cyathea andina - Cyathea arborea - Cyathea armata - Cyathea aspera - Cyathea atahuallpa - Cyathea aterrima - Cyathea atrovirens - Cyathea barringtonii - Cyathea × bernardii - Cyathea bettinae - Cyathea bicrenata - Cyathea bipinnata - Cyathea boliviana - Cyathea borinquena - Cyathea bradei - Cyathea brevistipes - Cyathea brunnescens - Cyathea × calolepis - Cyathea caracasana - Cyathea cicatricosa - Cyathea concordia - Cyathea conformis - Cyathea conjugata - Cyathea corallifera - Cyathea costaricensis - †Cyathea cranhamii - Cyathea cyatheoides - Cyathea cyclodium - Cyathea cystolepis - Cyathea darienensis - Cyathea decomposita - Cyathea decorata - Cyathea decurrens - Cyathea delgadii - Cyathea demissa - Cyathea dichromatolepis - Cyathea dissimilis - Cyathea dissoluta - Cyathea divergens - Cyathea dombeyi - Cyathea dudleyi - Cyathea ebenina - Cyathea estelae - Cyathea falcata - Cyathea frigida - Cyathea fulva - Cyathea furfuracea - Cyathea gardneri - Cyathea gibbosa - Cyathea glauca - Cyathea gracilis - Cyathea halonata - Cyathea harrisii - Cyathea haughtii - Cyathea hemiepiphytica - Cyathea hirsuta - Cyathea hodgeana - Cyathea holdridgeana - Cyathea howeana - Cyathea impar - Cyathea intramarginalis - Cyathea jamaicensis - Cyathea kalbreyeri - Cyathea lasiosora - Cyathea latevagens - Cyathea lechleri - Cyathea leucofolis - Cyathea × lewisii - Cyathea lockwoodiana - Cyathea macrocarpa - Cyathea macrosora - Cyathea marginalis - Cyathea microdonta - Cyathea microphylla - Cyathea microphylla - Cyathea mucilagina - Cyathea multiflora - Cyathea multisegmenta - Cyathea myosuroides - Cyathea nanna - Cyathea nesiotica - Cyathea nigripes - Cyathea nodulifera - Cyathea notabilis - Cyathea onusta - Cyathea palaciosii - Cyathea paladensis - Cyathea pallescens - Cyathea parianensis - Cyathea parva - Cyathea parvula - Cyathea pauciflora - Cyathea petiolata - Cyathea phalaenolepis - Cyathea phalerata - Cyathea phegopteroides - Cyathea pilosissima - Cyathea pinnula - Cyathea platylepis - Cyathea poeppigii - Cyathea praecincta - Cyathea pseudonanna - Cyathea pubens - Cyathea punctata - Cyathea pungens - Cyathea robertsiana - Cyathea rufa - Cyathea ruiziana - Cyathea sagittifolia - Cyathea schiedeana - Cyathea schlimii - Cyathea senilis - Cyathea simplex - Cyathea sipapoensis - Cyathea speciosa - Cyathea squamulosa - Cyathea steyermarkii - Cyathea stipularis - Cyathea stokesii - Cyathea stolzei - Cyathea straminea - Cyathea subtropica - Cyathea suprastrigosa - Cyathea surinamensis - Cyathea tenera - Cyathea tortuosa - Cyathea trichiata - Cyathea tryonorum - Cyathea ursina - Cyathea valdecrenata - Cyathea venezuelensis - Cyathea villosa - Cyathea weatherbyana - Cyathea wendlandii - Cyathea werffii - Cyathea williamsii | - Cyathea aciculosa - Cyathea aeneifolia - Cyathea agatheti - Cyathea albifrons - Cyathea albosetacea - Cyathea alternans - Cyathea angiensis - Cyathea angustipinna - Cyathea aramaganensis - Cyathea arthropoda - Cyathea assimilis - Cyathea atrospinosa - Cyathea atrox - Cyathea auriculifera - Cyathea binuangensis - Cyathea brackenridgei - Cyathea brownii - Cyathea brunei - Cyathea brunoniana - Cyathea capitata - Cyathea carrii - Cyathea celebica - Cyathea contaminans - Cyathea cooperi - Cyathea crinita - Cyathea cuatrecasassi - Cyathea curranii - Cyathea deminuens - Cyathea discophora - Cyathea elliptica - Cyathea elmeri - Cyathea feani - Cyathea felina - Cyathea fugax - Cyathea fusca - Cyathea gardneri - Cyathea hainanensis - Cyathea inaequalis - Cyathea insignis - Cyathea insularum - Cyathea integra - Cyathea intermedia - Cyathea × lathamii - Cyathea leichhardtiana - Cyathea lepifera - Cyathea leucolepis - Cyathea leucotricha - Cyathea lunulata - Cyathea macrophylla - Cyathea magna - Cyathea marginata - Cyathea medullaris - Cyathea megalosora - Cyathea mertensiana - Cyathea microlepidota - Cyathea moluccana - Cyathea moseleyi - Cyathea nigricans - Cyathea novae-caledoniae - Cyathea obliqua - Cyathea obscura - Cyathea papuana - Cyathea parksii - Cyathea parvipinna - Cyathea persquamulifera - Cyathea philippinensis - Cyathea pilulifera - Cyathea polypoda - Cyathea princeps - Cyathea procera - Cyathea propinqua - Cyathea pulcherrima - Cyathea quindiuensis - Cyathea robinsonii - Cyathea robusta - Cyathea rosenstockii - Cyathea runensis - Cyathea sarasinorum - Cyathea senex - Cyathea setifera - Cyathea sibuyanensis - Cyathea squamulata - Cyathea stipipinnula - Cyathea strigosa - Cyathea subsessilis - Cyathea suluensis - Cyathea tenggerensis - Cyathea teysmannii - Cyathea tomentosa - Cyathea tomentosissima - Cyathea trichodesma - Cyathea trichophora - Cyathea tripinnata - Cyathea tripinnatifida - Cyathea truncata - Cyathea vaupelii - Cyathea verrucosa - Cyathea vittata - Cyathea wallacei - Cyathea werneri - Cyathea whitmeei - Cyathea womersleyi - Cyathea zamboangana |

### Taxons incertains ou douteux
- Alsophila crassa Karsten, 1869
- Cyathea affinis M. Martens & Galeotti, 1842